# Bishōnen

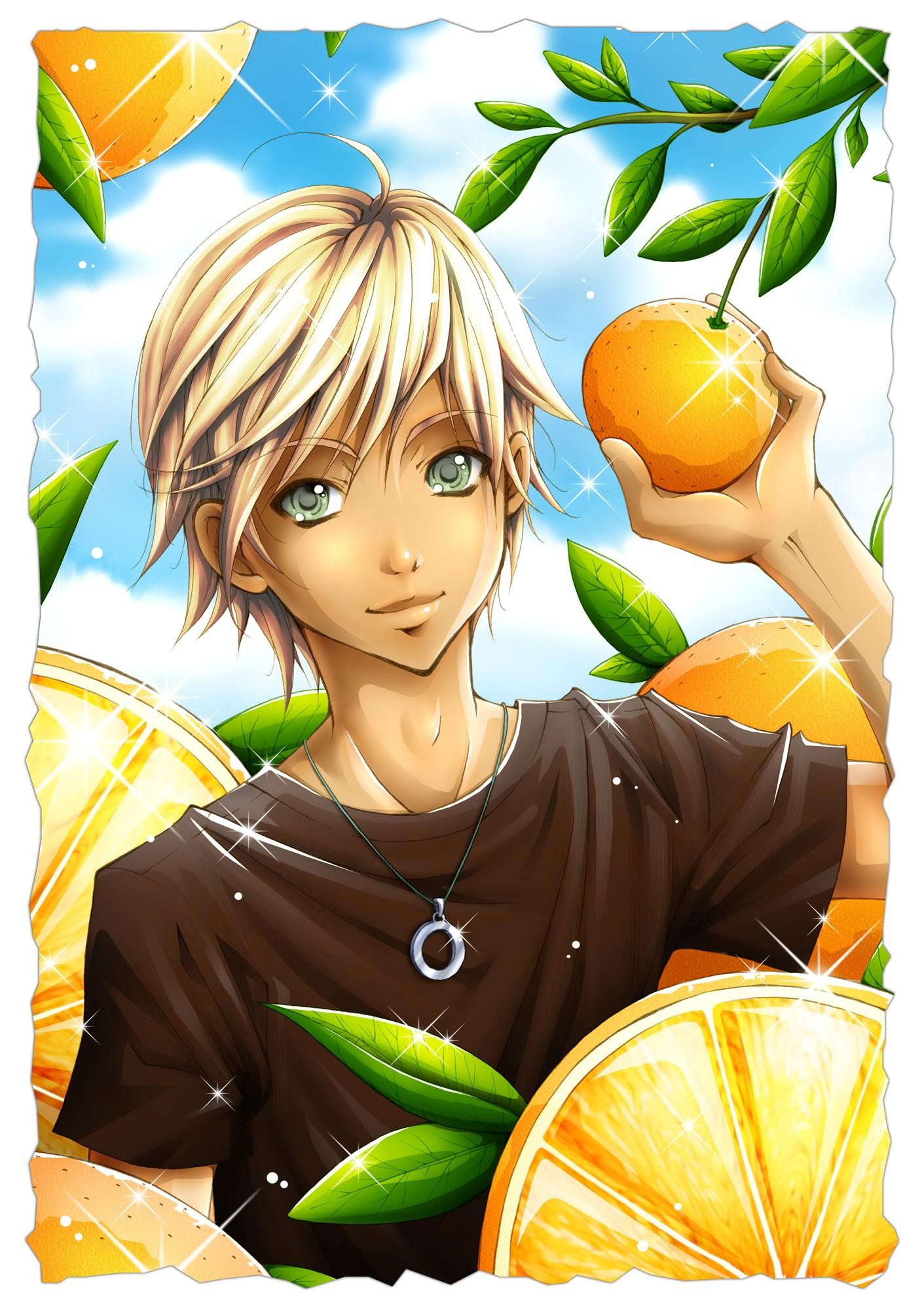
Manga Bishōnen

Bishōnen (美少年, literalment, "noi atractiu") és un terme japonès per a referir-se al gènere de manga en el qual els protagonistes són nois formosos. És un gènere dedicat a les noies.